# Opsitomini
Tribu
Les Opsitomini sont une tribu d'insectes du sous-ordre des hétéroptères (punaises), famille des Pentatomidae.

## Systématique
La tribu des Opsitomini a été créée en 1952 par le français Pierre Cachan sous le nom de Opsitomaria.
Cette tribu ne contient qu'un seul genre monotypique, Opsitoma Cachan, 1952, endémique de Madagascar. Les Opsitomini pourraient être alliés aux Aeptini, Myrocheini ou aux Diploxyini. Toutefois sa validité reste à confirmer et le genre Opsitoma pourrait être intégré dans une autre tribu.

### Liste des genres
- Opsitoma Cachan, 1952